# Туркменська радянська енциклопедія
Туркменська радянська енциклопедія (туркм. Түркмен совет энциклопедиясы) — універсальна енциклопедія туркменською мовою, що вийшла у 1974—1989 роках в СРСР. Записана на кирилиці. Енциклопедія мала 10 томів. Головним редактором першого тому був академік Пигам Азімов, 2-10 томів — Атамамедов Нурі Велійович. На основі Туркменської радянської енциклопедії було видано однотомник «Туркменська РСР»: туркменською мовою у 1983, російською мовою у 1984 році. На інформацію з енциклопедії помітний вплив зробила тоталітарна радянсько-комуністична ідеологія.

## Видані томи
| Том | Рік |  |
| --- | --- |  |
| 1   |     |  |
| 2   |     |  |
| 3   |     |  |
| 4   |     |  |
| 5   |     |  |
| 6   |     |  |
| 7   |     |  |
| 8   |     |  |
| 9   |     |  |
| 10  |     |  |